# Shining Victory
Shining Victory är en amerikansk dramafilm från 1941 i regi av Irving Rapper, baserad på A.J. Cronins pjäs, Jupiter Laughs.

## Rollförteckning i urval
- James Stephenson - Dr. Paul Venner
- Geraldine Fitzgerald - Dr. Mary Murray
- Donald Crisp - Dr. Drewett
- Barbara O'Neil - Fröken Leeming
- Montagu Love - Dr. Blake
- Sig Ruman - Professor Herman Von Reiter
- George Huntley, Jr. - Dr. Thornton
- Richard Ainley - Dr. Hale
- Bruce Lester - Dr. Bentley
- Leonard Mudie - Herr Foster
- Doris Lloyd - Fru Foster
- Frank Reicher - Dr. Esterhazy
- Hermine Sterler - Fröken Hoffman
- Billy Bevan - Chivers
- Clare Verdera - Fröken Dennis
- Crauford Kent - Dr. Corliss
- Alec Craig - guldsmed
- Louise Brien - sjuksköterska
- Bette Davis - sjuksköterska